# Lola, qui es-tu Lola ?
Lola, qui es-tu Lola ? est un feuilleton télévisé français en dix épisodes de 90 minutes, créé par Jeanne Le Guillou, réalisé par Michel Hassan et Hervé Renoh et diffusé à partir du 7 septembre 2003 sur France 2.

## Synopsis
Lola, la vingtaine et passionnée de photographie, habite à Amiens avec sa mère. Un jour, elle reçoit une lettre de la célèbre fondation Mezzogiorno, qui a pour but d'aider les jeunes artistes à se développer. Admise dans cette prestigieuse école, Lola part donc s'installer à Monaco des rêves pleins la tête.
À la mort de sa mère, quelques semaines plus tard, Lola apprend qu'elle avait été adoptée. Elle entreprend alors des recherches pour retrouver sa mère biologique...

## Distribution
- Blandine Bury : Lola
- Cyril Mourali : Simon Mezzogiorno
- Jean-François Palaccio : Alex
- Séverine Ferrer : Lou
- Delphine Chanéac : Inès
- Lynda Lacoste : Kim
- Alexandra Stewart : Francesca Vitaldi (la comtesse)
- Erick Deshors : Rodolphe Steiner
- Marc Rioufol : Pierre-Alain
- Hicham Nazzal : Stan
- Jean-Claude Braganti : René
- Anne Canovas : Agnès
- Fabien Darel : Etienne
- Jenny Del Pino : Hélène
- Géraldine Galois : Suzy
- Jacques Germain : Dr. Berg
- Jean-Daniel Lorieux : Verseau
- Maëva Pasquali : Sonia
- Marc Pistolesi : Marc
- Benoît Tessier : Gianni
- Vania Vilers : Mezzo